# Игначак, Мирослав
Мирослав Игначак (словац. Miroslav Ihnačák; 19 февраля 1962, Попрад, Чехословакия) — чехословацкий хоккеист, бывший нападающий клубов НХЛ «Торонто Мейпл Лифс» и «Детройт Ред Уингз». Младший брат Петера Игначака.

## Биография
Мирослав Игначак начинал играть в хоккей в родном городе Попрад. Известен по выступлениям в чемпионате Чехословакии и Словакии за клуб «Кошице». Трижды становился чемпионом в составе клуба из Кошице, в 1986 году выиграл золото чехословацкого чемпионата, а в 1995 и 1999 годах побеждал в Словацкой экстралиге.
В 1985 году иммигрировал в Канаду, повторив судьбу старшего брата Петера. Играл в НХЛ за «Торонто Мейпл Лифс» и «Детройт Ред Уингз».
Несмотря на то, что Мирослав Игначак в юниорском возрасте показывал более результативную игру, чем его старший брат, он не сумел повторить успешную карьеру Петера Игначака в НХЛ, ограничившись 57 матчами и 17 очками. В 1991 году вернулся в Европу.
После возвращения в Европу, играл в Германии, Швейцарии, Словакии. В 1995 году в составе сборной Словакии выиграл чемпионат мира в группе Б, тем самым помог словацкой сборной выйти в элиту. Завершил карьеру в 2006 году.
С 2006 года тренирует. Работал со словацкими и польскими командами, с сезона 2019/20 является главным тренером венгерского клуба «Дунауйвароши Ацельбикак».

## Достижения

### Командные
- Чемпион Европы 1979
- Чемпион Чехословакии 1986
- Обладатель Кубка Колдера 1989
- Чемпион мира (группа Б) 1995
- Чемпион Словакии 1995 и 1999
- Серебряный призёр чемпионата Европы среди юниоров 1980

### Личные
- Лучший бомбардир чемпионата Чехословакии 1985 (66 очков)

## Статистика
- НХЛ — 57 игр, 17 очков (8 шайб + 9 передач)
- АХЛ — 293 игры, 300 очков (131+169)
- Чемпионат Чехословакии — 199 игр, 221 очко (119+102)
- Чемпионат Словакии — 382 игры, 324 очка (123+201)
- Сборная Словакии — 12 игр, 10 шайб
- Чемпионат Германии — 34 игры, 29 очков (10+19)
- Чемпионат Швейцарии — 7 игр, 8 очков (6+2)
- Вторая немецкая лига — 109 игр, 208 очков (78+130)
- Всего за карьеру — 1094 игры, 485 шайб